# Lathus-Saint-Rémy
Lathus-Saint-Rémy è un comune francese di 1 250 abitanti situato nel dipartimento della Vienne nella regione della Nuova Aquitania.

## Società

### Evoluzione demografica
Abitanti censiti